# Diocesi di Baroda
La diocesi di Baroda (in latino Dioecesis Barodensis) è una sede della Chiesa cattolica in India suffraganea dell'arcidiocesi di Gandhinagar. Nel 2022 contava 101.000 battezzati su 24.160.000 abitanti. È retta dal vescovo Sebastião Mascarenhas, S.F.X.

## Territorio
La diocesi comprende per intero i distretti di Vadodara, Chhota Udaipur, Godhra, Dahod, Bharuch, Narmada, Surat, Tapi Navsari, Valsad, Dangs, e in parte quello di Mahisagar nello stato di Gujarat in India.
Sede vescovile è la città di Vadodara (chiamata anche Baroda), dove si trova la cattedrale di Nostra Signora del Rosario.
Il territorio è suddiviso in 49 parrocchie.

## Storia
La diocesi è stata eretta il 29 settembre 1966 con la bolla Christi Regnum di papa Paolo VI, ricavandone il territorio dall'arcidiocesi di Bombay, di cui originariamente era suffraganea.
L'11 ottobre 2002 è entrata a far parte della provincia ecclesiastica dell'arcidiocesi di Gandhinagar.

## Cronotassi dei vescovi
Si omettono i periodi di sede vacante non superiori ai 2 anni o non storicamente accertati.
- Ignatius Salvador D'Souza, S.I. † (29 settembre 1966 - 19 gennaio 1986 deceduto)
- Francis Leo Braganza, S.I. † (27 aprile 1987 - 29 agosto 1997 ritirato)
- Godfrey de Rozario, S.I. (29 agosto 1997 - 18 dicembre 2021 ritirato)[2]
- Sebastião Mascarenhas, S.F.X., dal 31 dicembre 2022

## Statistiche
La diocesi nel 2022 su una popolazione di 24.160.000 persone contava 101.000 battezzati, corrispondenti allo 0,4% del totale.
| anno | popolazione | popolazione | popolazione | presbiteri | presbiteri | presbiteri | presbiteri                | diaconi | religiosi | religiosi | parrocchie |
| anno | battezzati  | totale      | %           | numero     | secolari   | regolari   | battezzati per presbitero | diaconi | uomini    | donne     | parrocchie |
| ---- | ----------- | ----------- | ----------- | ---------- | ---------- | ---------- | ------------------------- | ------- | --------- | --------- | ---------- |
| 1970 | 8.568       | 6.411.432   | 0,1         | 34         | 9          | 25         | 252                       |         | 34        | 100       | 8          |
| 1980 | 24.144      | 10.500.000  | 0,2         | 62         | 10         | 52         | 389                       |         | 66        | 166       | 26         |
| 1990 | 45.186      | 12.827.000  | 0,4         | 96         | 21         | 75         | 470                       |         | 94        | 272       | 35         |
| 1999 | 67.784      | 15.710.824  | 0,4         | 117        | 34         | 83         | 579                       |         | 94        | 267       | 36         |
| 2000 | 75.000      | 15.729.345  | 0,5         | 149        | 33         | 116        | 503                       |         | 128       | 268       | 35         |
| 2001 | 75.000      | 15.876.430  | 0,5         | 145        | 41         | 104        | 517                       |         | 121       | 270       | 35         |
| 2002 | 75.500      | 15.978.440  | 0,5         | 151        | 41         | 110        | 500                       |         | 124       | 265       | 35         |
| 2003 | 75.505      | 16.370.452  | 0,5         | 150        | 44         | 106        | 503                       |         | 125       | 337       | 40         |
| 2004 | 76.460      | 16.859.423  | 0,5         | 143        | 33         | 110        | 534                       |         | 128       | 339       | 41         |
| 2006 | 83.250      | 16.465.000  | 0,5         | 156        | 36         | 120        | 533                       |         | 135       | 315       | 41         |
| 2012 | 92.051      | 17.857.000  | 0,5         | 232        | 44         | 188        | 396                       |         | 248       | 358       | 44         |
| 2015 | 94.859      | 22.120.000  | 0,4         | 182        | 43         | 139        | 521                       |         | 165       | 347       | 49         |
| 2018 | 98.070      | 22.949.730  | 0,4         | 192        | 45         | 147        | 510                       |         | 164       | 296       | 47         |
| 2020 | 99.000      | 24.051.000  | 0,4         | 194        | 45         | 149        | 510                       |         | 166       | 296       | 48         |
| 2022 | 101.000     | 24.160.000  | 0,4         | 201        | 50         | 151        | 502                       |         | 165       | 296       | 49         |